# Хьюитт, Жозефина
Жозефина Хьюитт (родилась в 1993 году в Копенгагене Дания) — датская модель, победительница конкурса красоты Мисс Вселенная Дания 2012 и представила свою страну на конкурсе Мисс Вселенная 2012.

## Юность
Жозефина Хьюитт — профессиональная модель. Она победила на конкурсе красоты Мисс Вселенная Дания 2012 в Копенгагене. Она представляла Данию в финале конкурса Мисс Вселенная 2012, который состоялся в декабре 2012 года в Лас-Вегасе, штат Невада.

## После конкурсов
Жозефина Хьюитт получила титул «Pretty Danish Organization».